# Emil Wilhelm Krummacher
Emil Wilhelm Krummacher (ur. 7 maja 1798 w Moers, zm. 14 stycznia 1886 w Bonn) – niemiecki teolog kalwiński i pisarz.

## Życiorys
Emil Wilhelm Krummacher przyszedł na świat 7 maja 1798 roku w miejscowości Moers. Jego ojcem był Friedrich Adolf Krummacher, który z zawodu był ewangelickim teologiem. Emil miał starszego brata, Friedrich Wilhelm Krummacher. Emil był ojcem dwóch synów: Karla Emila i Hermanna Friedricha, przyszłego członka rady konsystorza w Szczecinie.
Emil studiował teologię na uniwersytecie w Jenie i w Tybindze. Po studiach teologicznych w Jenie i Tybindze i przyjęciu święceń kapłańskich w Bazylei Emil Wilhelm Krummacher był najpierw proboszczem w Coswig koło Wittenbergi, następnie w Baerl koło Moers, od 1825 w Langenberg koło Elberfeld i od 1841 w Duisburgu. W 1876 przeszedł na emeryturę i przeniósł się do Bonn.
Krummacher był jednym z pastorów ruchu odrodzenia Dolnego Renu. Opublikował liczne pisma teologiczne i budujące, w tym kilka tomów kazań, adaptację Katechizmu heidelberskiego oraz zbiór kazań swojego wuja Gottfrieda Daniela Krummachera z biografią, która później ukazała się także osobno. Za swoje publikacje otrzymał honorowy licencjat na Uniwersytecie w Bazylei w 1854 r. i doktorat honoris causa w 1871 r. z okazji 50. rocznicy sprawowania urzędu.

## Pisma
- Goldene Worte über die theure Lehre von der freien Gnade. Hassel, Elberfeld 1832 (Kopia cyfrowa).
- Gottfr. Dan. Krummacher's gute Botschaft in fünfundvierzig Predigten. Hassel, Elberfeld 1838.
- Expectorationen über das Studium der Theologie. Vade mecum für meinen Hermann und für Theologie Studirende überhaupt. Bädeker, Essen 1847.
- Das Dogma von der Gnadenwahl nebst Auslegung des neunten, zehnten und elften Capitels im Briefe an die Römer. Ewich, Duisburg 1856. (Kopia cyfrowa)
- Lebenserinnerungen eines geistlichen Veteranen. Bädeker, Essen 1889. (Kopia cyfrowa)